# Cyneol
Cyneol, eukaliptol – organiczny związek chemiczny z grupy terpenów, bezbarwna ciecz o zapachu kamfory, występująca w olejku eterycznym otrzymywanym z eukaliptusa, piołunu, bądź rozmarynu. Wykorzystywany głównie jako składnik kompozycji zapachowych oraz środków pielęgnacyjnych.